# Wilfrid Pelletier

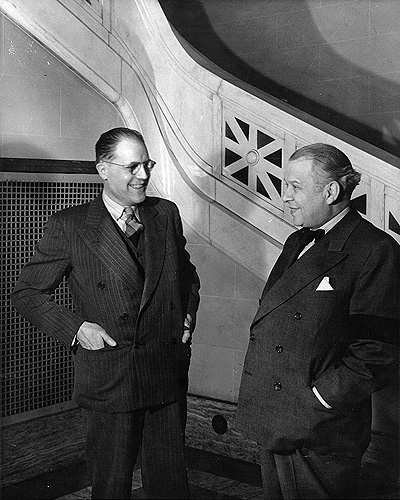
Pelletier (rechts) mit Claude Champagne, 1943

Joseph Louis Wilfrid Pelletier, CC (* 20. Juni 1896 in Montreal; † 9. April 1982 in New York) war ein kanadischer Dirigent und Pianist.

## Werdegang
Wilfrid Pelletier studierte von 1904 bis 1914 Klavier, Solfège und Harmonielehre bei François Héraly. Bereits als Zwölfjähriger  trat er als Schlagzeuger der Kapelle von St-Pierre-Apôtre auf. 1910 wurde er Pianist beim National Theatre von Montreal. Auf Vermittlung von Henri Delcellier war er ab 1911 bis 1913 Korrepetitor der Montreal Opera Company. 
Nach Studien bei Alexis Contant und Alfred La Liberté gewann er 1915 einen Prix d’Europe. 1916 ging er nach Paris, wo er bei Isidor Philipp, Marcel Samuel-Rousseau, Charles-Marie Widor und Camille Bellaigue studierte. 
Wegen des Krieges musste er Frankreich 1917 verlassen und ließ sich in New York nieder. Hier wurde er Korrepetitor an der Metropolitan Opera und hatte Gelegenheit, mit Sängern wie Enrico Caruso, Geraldine Farrar, Léon Rothier und Grace Moore zu arbeiten. Zur gleichen Zeit begann er, mit der Company des italienischen Sängers Antonio Scotti auf Tour zu gehen. Bei einer dieser Reisen dirigierte er 1920 erstmals eine komplette Oper. 
1922 wurde er Dirigent  an der Metropolitan Opera und dirigierte dort erstmals eines der Sonntagskonzerte, deren künstlerischer Leiter er zwei Jahre später wurde. Im gleichen Jahr wurde er von der Ravinia Park Opera Company in Chicago für die Sommersaison und von der San Francisco Opera engagiert. Von 1929 bis 1950 war er einer der regulären Dirigenten der Metropolitan Opera. Seit 1936 leitete er die Metropolitan Opera Auditions of the Air, einen Rundfunkwettbewerb für junge Opernsänger.
1934 wurde Pelletier künstlerischer Direktor der Société des concerts symphoniques de Montréal (Montreal Symphony Orchestra). Im folgenden Jahr eröffnete er mit dem Orchester die Matinées symphoniques pour la jeunesse (seit 1937 auch Young People’s concerts). Ein anderes seiner Projekte waren die Montreal Festivals, die er 1936 mit Bachs Matthäuspassion eröffnete. 1941 gründete er das Conservatoire de musique du Québec, dessen Direktor er bis 1961 war.
Von 1951 bis 1966 war Pelletier künstlerischer Leiter des Orchestre Symphonique de Québec. Daneben leitete er die Kinderkonzerte des New York Philharmonic Orchestra und das National Youth Orchestra of Canada. 1963 leitete er gemeinsam mit Zubin Mehta das Montreal Symphony Orchestra bei der Eröffnung des Großen Saales des Place des Arts, der 1966 nach ihm Salle Wilfrid-Pelletier benannt wurde. Im Foyer des Saales wurde 1984 eine Bronzebüste Pelletiers von dem Bildhauer Arto Tschakmaktschian aufgestellt.
Pelletier gehört zu den Gründungsmitgliedern der Société de musique contemporaine du Québec, er war Präsident der Jeunesses musicales du Canada und dirigierte das Konzert zur Eröffnung des Grand Théâtre de Québec. Seinen letzten öffentlichen Auftritt hatte er beim Konzert, das zu seinen Ehren 1978 in Montreal veranstaltet wurde.

## Werke
Pelletier nahm Schallplatten mit den Sängern Rose Bampton, Richard Crooks, Beniamino Gigli, Igor Gorin, Giovanni Martinelli, James Melton, Grace Moore, Jan Peerce, Bidu Sayão, Gladys Swarthout, Lawrence Tibbett und Leonard Warren auf. In den 1940er Jahren entstand im Auftrag des New Yorker National Committee for Music Appreciation eine Serie von Aufnahmen aus Opern wie Aida, La Bohème, Carmen, Faust, I Pagliacci, Madama Butterfly, Rigoletto, Tannhäuser, La Traviata und Simon Boccanegra mit Sängern der Metropolitan Opera, darunter mit den Kanadiern Raoul Jobin und Joan Peebles. In den 1920er Jahren spielte er Klavierauszüge von Opern  Bizets, Gounods, Massenets, Offenbachs und Wolf-Ferraris auf Ampico-Klavierrollen ein. 
Außerdem schrieb Pelletier Artikel für Musikzeitschriften, u. a. für Vie musicale, die er 1965–1967 leitete und veröffentlichte 1972 die Autobiographie Une symphonie inachevée....

## Auszeichnungen
Pelletier erhielt für sein Wirken zahlreiche Auszeichnungen. 1946 wurde er Ritter des Order of the King of Denmark und Companion of St Michael and St George, im folgenden Jahr Ritter der Ehrenlegion. 1962 erhielt er die Canada Council Medal und 1964 die Silbermedaille Bene Merenti de Patria der St-Jean-Baptiste Society von Montreal. Er war Companion des Order of Canada, erhielt ein Ehrendiplom der Canadian Conference of the Arts, einen Preis der Concert Society of the Jewish People’s Schools and Peretz Schools und die Medaille des Canadian Music Council. Außerdem wurden ihm acht Ehrendoktortitel verliehen. In Montreal wurde 1958 eine Straße und 1965 die Musikschule der Sisters of Ste-Anne nach ihm benannt.